# Centropseustis
Centropseustis é um gênero de mariposa pertencente à família Crambidae.